# Wojna o maszt flagowy
Wojna o maszt flagowy, znana również jako Rebelia Hōne Heke, Wojna Północna i błędnie Pierwsza wojna Māori – walki stoczone pomiędzy 11 marca 1845 i 11 stycznia 1846 na terenach wokół Bay of Islands na Nowej Zelandii.
Mało istotny konflikt, którego w rzeczywistości nie można nazwać wojną, przeszedł do historii z powodu akcji wodza Hōne Heke, który stawiał opór władzom brytyjskim ścinając kilkakrotnie maszt flagowy w Kororāreka (dziś Russell), jednakże w jego trakcie doszło do kilku poważniejszych starć, w tym do: 
- spalenia Kororāreka, 11 marca 1845
- spalenia Pomare Pā, 30 kwietnia 1845
- ataku na Puketutu Pā, 8 maja 1845
- spalenia Kapotai Pā, 15 maja 1845
- bitwy o Te Ahuahu, 12 czerwca 1845
- ataku na Ohaeawai Pā, 23 czerwca (spalenie 10 lipca) 1845
- oblężenia Ruapekapeka Pā, 27 grudnia 1845 – 11 stycznia 1846.

## Przyczyny
Traktat Waitangi został podpisany 6 lutego 1840 roku i do pewnego stopnia wyciszył konflikty pomiędzy Koroną Brytyjską a Māori. Pozornie traktat dał podstawy prawne obecności brytyjskich na wyspach i jest do dziś postrzegany jako dokument będący podstawą do założenia Nowej Zelandii. Jednakże obie strony, a szczególnie większość podpisujących dokument, różnie rozumiały jego treść. Māori byli przekonani, że otrzymali gwarancję dalszego posiadania swoich ziem i kultywowania swych obyczajów. Jednak wielu Brytyjczyków rozumiało treść traktatu jako zaproszenie do masowego osadnictwa. 21 maja 1840 roku Nowa Zelandia została oficjalnie włączona do Korony Brytyjskiej, a w roku następnym stolica kolonii została przeniesiona do Auckland, około 200 km na południe od Waitangi.
W tym samym czasie, na południowych krańcach Wyspy Północnej agresywna New Zealand Company dokonywała zakupów ziemi i sprowadzała więcej i więcej kolonistów z Europy. Wynikało z tego, że traktat wcale nie chroni maoryjskich praw, dlatego też gospodarze nadal kontynuowali opór przeciwko władzom nowej kolonii.
W czerwcu 1843 roku kompania przystąpiła do pomiarów ziemi, która wciąż była przedmiotem sporu, co do jej własności. W wyniku bijatyki zginęło 22 Anglików i 4 Māori. Znamy to jako Incydent w Dolinie Wairau.

## Początki
Na obrzeżach Bay of Islands, wódz Hōne Heke, jeden z sygnatariuszy traktatu, coraz głośniej wyrażał niezadowolenie z tego, co się dzieje. Między innymi chodziło o przeniesienie stolicy kolonii, co automatycznie zmniejszyło zainteresowanie Europejczyków zatoką, a tym samym liczbę odwiedzających to miejsce statków i spadek dochodów krajowców. Na dodatek amerykańscy i francuscy kupcy powiedzieli wodzowi, iż flaga brytyjska, powiewająca nad Flagstaff Hill, w osadzie Kororāreka jest symbolem zniewolenia Māori. Było to tym bardziej bolesne, że maszt był prezentem Hōne Heke dla pierwszych brytyjskich osadników.

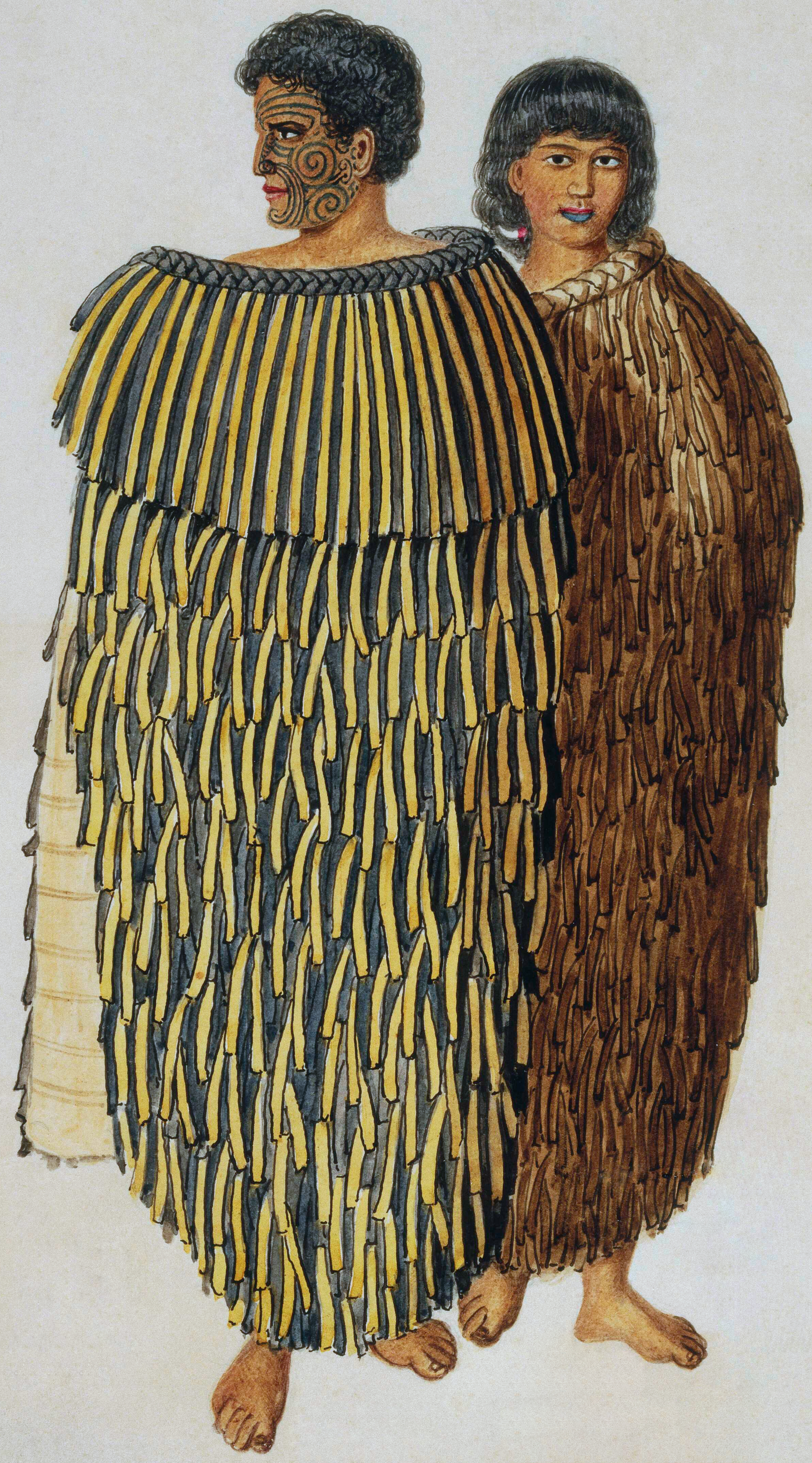
Wódz Hōne Heke z małżonką

W czerwcu roku 1844 dziewczyna z jego plemienia zaczęła współżyć z angielskim rzeźnikiem z Kororāreka i odmówiła powrotu do swoich. To zapoczątkowało konflikt. Heke i jego ludzie wkroczyli do miasteczka, zdemolowali rzeźnię i zabrali dziewczynę do domu. Przy okazji zrąbali maszt.
W sierpniu gubernator Robert FitzRoy przybył do zatoki na okręcie wojennym ze 170 żołnierzami 96. Regimentu Piechoty. Wezwał maoryskich wodzów na konferencję, która szybko wyjaśniła sytuację. Hōne Heke nie pojawił się osobiście, ale przysłał list z przeprosinami i obietnicą dostarczenia nowego masztu.
Porozumienie nie było długotrwałe. Pogłoski, że maoryskie ziemie mają zostać skonfiskowane, potwierdzała coraz większa liczba osadników napływających z Anglii. Na dodatek do tej pory nie doszło do żadnej poważniejszej próby sił między Māori i Brytyjczykami. Kawiti, jeden z lokalnych wodzów plemienia Ngā Puhi, który spędził większość swego życia na wojnach międzyplemiennych, zwykle przez Ngā Puhi wygrywanych, a obecnie podbudowany oporem Heke, postanowił wypróbować swoich wojowników w starciu z plemieniem białych. Tymczasem Hōne Heke ściął maszt flagowy ponownie.
Znów przybyły na miejsce pododdziały 96. Regimentu i postawiły nowy maszt, który niemal natychmiast padł pod maoryskimi siekierami. Wezwano posiłki. Wzniesiono kolejny, grubszy maszt, okuty u dołu żelazem, a wokół postawiono forteczkę obronną. Gubernator FitzRoy posłał do Nowej Południowej Walii po większe wsparcie wojskowe.
Następny atak na maszt flagowy był już znacznie poważniejszy. O świcie 11 marca 1845 roku Māori natarli na posterunek, zabili wszystkich obrońców i ścięli maszt po raz czwarty. Jednocześnie, przypuszczalnie jako uderzenie dywersyjne, Kawiti i jego ludzie zaatakowali miasteczko Kororāreka. Liczący około 100 ludzi garnizon zdołał się obronić, ale spanikowani mieszkańcy zostali ewakuowani na pokłady okrętów kotwiczących w zatoce. Prawie wszystkie zabudowania miasteczka zostały spalone; tylko domy misjonarzy i kościół pozostały nietknięte.
Następnego ranka mieszkańcy zostali odesłani do Auckland na pokładzie HMS „Hazard” (którego załoga brała udział w walkach na lądzie), 21-działowej amerykańskiej korwety USS „St.Louis”, gubernatorskiej brygantyny „Victoria” i szkunera „Dolphin”. 19 Europejczyków zginęło i 27 zostało rannych. Hōne Heke i Kawiti odnieśli zwycięstwo, a Pākehā (Europejczycy), których symbolem był maszt flagowy, zostali pokonani.

## Dalsze działania
Brytyjczycy nie byli odosobnieni; wspierali ich maoryjscy sprzymierzeńcy, głównie Tāmati Wāka Nene i jego ludzie. Wāka Nene zapewnił gubernatora, że lud Māori opowiada się za Anglikami w poczuciu, że Hōne Heke jest buntownikiem, który zawiódł ich zaufanie.

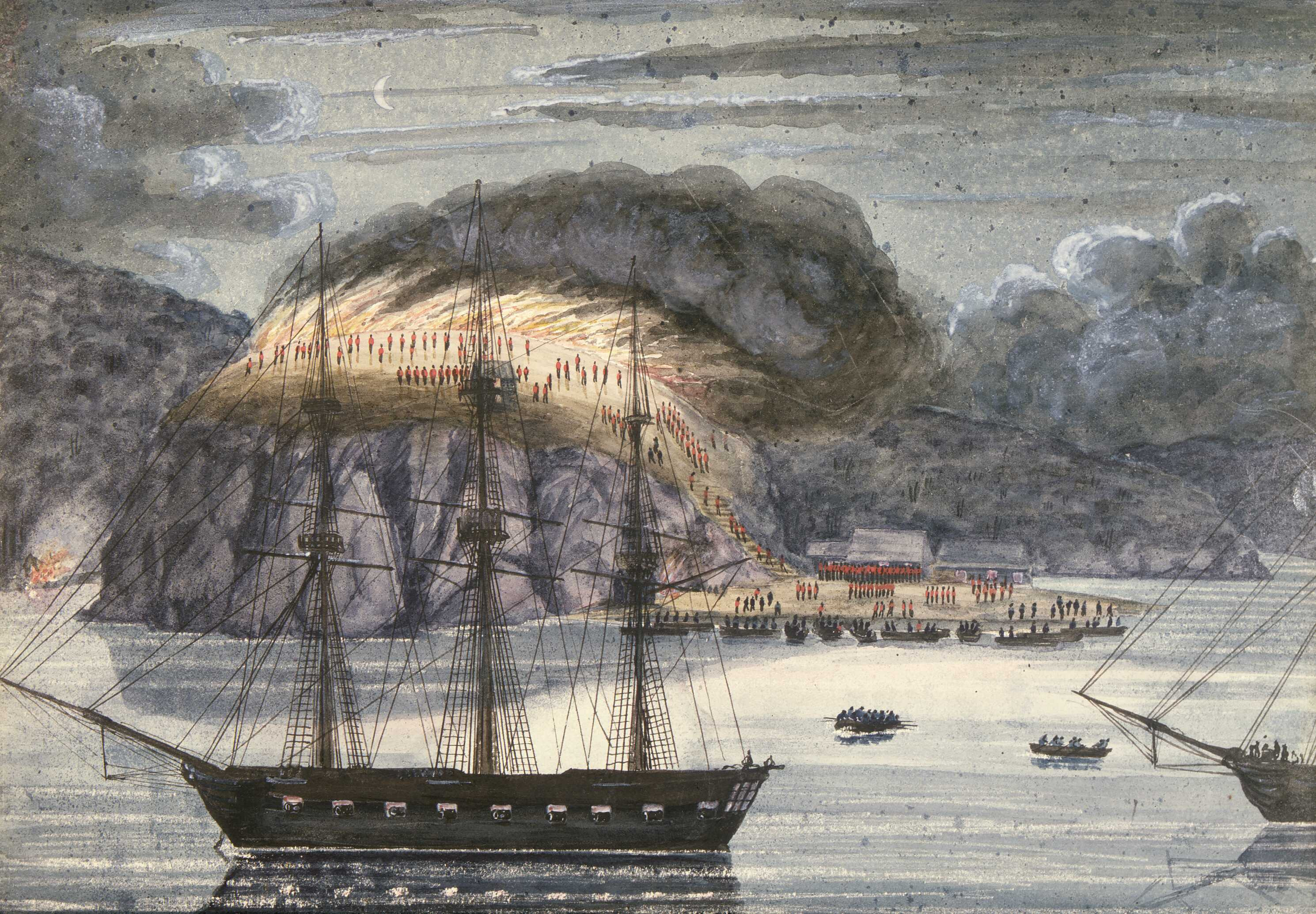
HMS North Star niszczy Pomare pā, 1845

29 marca 1845 roku siły brytyjskie, dowodzone przez ppłk. Williama Hulme'go, dowódcę 96. Regimentu, zaatakowały pobliską osadę Māori, pā wodza Pomare (maoryjska pā to ufortyfikowana wioska. Wobec trwających niemal nieustannie wojen międzyplemiennych, maoryjska sztuka fortyfikacyjna osiągnęła bardzo wysoki poziom. Pā była zazwyczaj usytuowana na szczycie wzgórza, otoczonego palisadą wzmocnioną okopami. Wraz z pojawieniem się broni palnej Māori nauczyli się okładać umocnienia warstwami nowozelandzkiego lnu [Phormium tenax], którego grube liście czyniły konstrukcję niemal całkowicie odporną na kule. Zaczęli również unosić palisady kilka centymetrów nad ziemią, co umożliwiało prowadzenie ostrzału nie tylko ze szczytu, ale także spod niej). Brytyjczycy przekonali się, ponosząc przy tym poważne straty, że pā były bardzo trudne do zdobycia.
Biorąc to wszystko pod uwagę biali mieli wiele szczęścia w czasie pierwszego starcia. Gdy zjawili się pod Pomare Pā, wódz osobiście wyszedł na przedpole, żeby dowiedzieć się o co właściwie chodzi i w ten sposób dostał się do niewoli. Przymuszony przez Brytyjczyków wezwał swych ludzi, by nie stawiali oporu, więc wojownicy opuścili pā i uciekli w okoliczne, gęsto zarośnięte wzgórza. To pozwoliło Brytyjczykom bez oporu złupić, a następnie spalić wioskę. Akcja wywołała konsternację wśród Maorysów, bowiem Pomare posiadał niemal u wszystkich opinię wodza całkowicie neutralnego. Wraz z wioską Brytyjczycy spalili także dwa bary alkoholowe, które Pomare założył na terenie swojej pā, by zachęcać Pākehā – osadników, żeglarzy, wielorybników – do odwiedzania go, także w celach handlowych.
Podbudowany pierwszym sukcesem Hulme wziął teraz na cel pā samego Heke w Puketutu nad brzegiem jeziora Omapere, w głębi lądu, około 30 kilometrów od Bay of Islands. Było stamtąd blisko do wioski Tāmati Wāka Nene w Okaihau, gdzie biali mogli liczyć na dach nad głową i wsparcie logistyczne.
Po morderczym marszu przez pozbawiony dróg teren, Brytyjczycy dotarli do Okaihau 7 maja 1845 roku. Ppłk Hulme i jego zastępca major Bridge obejrzeli umocnienia pā i uznali je za „dość potężne”. Nie mając żadnego lepszego planu zdecydowali się na przypuszczenie frontalnego ataku następnego dnia.
Oddział nie miał wprawdzie dział, ale żołnierze przynieśli ze sobą kilkanaście rakiet. Māori nigdy dotąd nie spotkali się z taką bronią i w pierwszej chwili wydała im się przerażająca. Tymczasem dwie pierwsze rakiety nie trafiły celu, a trzecia uderzyła w palisadę, wybuchła jak należało i... nie spowodowała żadnych uszkodzeń. Ten pokaz jedynie podniósł Māori na duchu. Wkrótce wszystkie rakiety zostały użyte, ale bez widocznych skutków.
Teraz przyszedł czas na natarcie oddziałów uderzeniowych, które najpierw musiały pokonać głęboki i wąski wąwóz pomiędzy brzegiem jeziora a pā. Tam dostały się pod zmasowany ogień, prowadzony zarówno od strony palisady, jak i okolicznych chaszczów. Stało się oczywiste, że co najmniej tylu obrońców znajdowało się za palisadą, co poza nią. Po jakimś czasie zdyscyplinowane i zwarte oddziały brytyjskie zdobyły przewagę w polu i zmusiły Māori do wycofania się w głąb umocnień. Jednak ich zdobycie bez artylerii było niemożliwe. Hulme zdecydował się odstąpić i wycofać w kierunku Bay of Islands.
W starciu tym, zwanym bitwą o Puketutu Pā, Brytyjczycy stracili 14 zabitych i 38 rannych. Straty Māori to 47 zabitych i około 80 rannych. Powrót nad brzeg zatoki odbył się bez incydentów.
W tydzień później, 15 maja, major Bridges poprowadził trzy kompanie wojska do ataku na pā wodza Kapotai, nad brzegiem Waikare Inlet, dokąd można było łatwo dostać się drogą morską. Māori uznali, że nie ma sensu bronić pā i wycofali się zaraz po rozpoczęciu wymiany ognia. I to pā zostało spalone i zniszczone.
Hulme wrócił do Auckland, gdzie został zastąpiony przez płk. Desparda, który nie wzbudzał zaufania swych nowych żołnierzy.

## Bitwa o Te Ahuahu

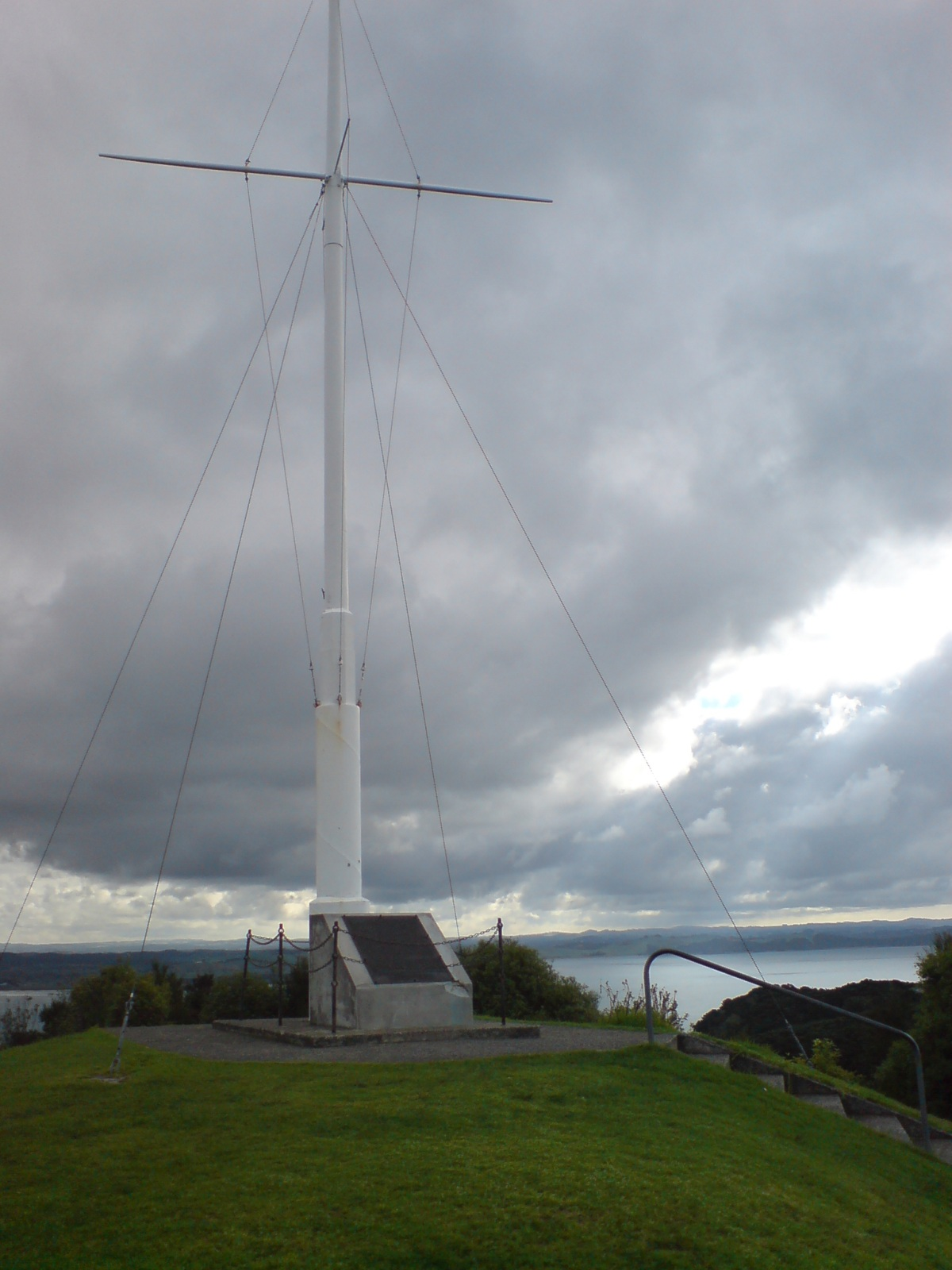
Maszt flagowy wzniesiony w XX wieku w miejscu historycznego, zrąbanego czterokrotnie przez Hōne Heke

Aż do lat osiemdziesiątych XX wieku w zapisach dziejów wojen maoryskich raczej ignorowano słabo udokumentowaną bitwę o Te Ahuahu, chociaż była jednym z najbardziej gwałtownych starć całej wojny. Bitwa została stoczona wyłącznie przez Māori: plemię Hōne Heke przeciwko plemieniu Wāka Nene. W związku z tym, że w walkę nie były zaangażowane siły brytyjskie, w oficjalnych raportach nie ma o niej najmniejszej wzmianki.
Po odparciu ataku na Puketutu Pā Hōne Heke powrócił do pā w Te Ahuahu, swej głównej rezydencji. W kilka dni później wyprawił się do Kaikohe, by zdobyć nieco zaopatrzenia. Pod jego nieobecność jeden ze sprzymierzeńców Wāka Nene, wódz plemienia Hokianga, Makoare Te Taonui, zaatakował i zdobył Te Ahuahu. Dla Heke, było to poważne nadszarpnięcie jego wodzowskiej godności, czyli mana i wymagało natychmiastowego odwetu.
Bitwa, do której wkrótce doszło, była typowym starciem maoryskich plemion. Rozegrała się w otwartym terenie, z następującymi po sobie atakami i kontratakami. Według maoryskich pojęć bitwa była poważnym starciem. Heke miał 400–500 wojowników, podczas kiedy Wāka Nene około 300. Jeden z wodzów Heke zginął, podczas kiedy on sam i inny z wodzów odnieśli poważne rany i omal nie zostali schwytani. Heke i jego wojownicy musieli ustąpić pola, a Nene utrzymał kontrolę nad swym pā. Wāka Nene uznał tę bitwę za „największe zwycięstwo nad Heke”.

## Zdobycie Ohaeawai Pā
Mimo że było to w środku zimy, Despard zdecydował o natychmiastowym rozpoczęciu kampanii. Znaczne siły piechoty wraz z artylerią wylądowały w ujściu rzeki Kerikeri i rozpoczęły marsz w głąb lądu ku Ohaeawai, gdzie Heke wzniósł potężne umocnienia wokół pā Pene Taui. Warunki klimatyczne były fatalne: ciągły deszcz z ostrym wiatrem oraz głębokie błoto. Minęło kilka dni nim siły ekspedycyjne dotarły do misji w Waimate. Despard nie wytrzymał tego marszu nerwowo; gdy Wāka Nene dołączył doń na czele 250 ludzi, powiedział mu, że gdyby potrzebował pomocy „dzikich”, zażądałby tego. Na szczęście tłumacz przeinaczył jego słowa.
Siły brytyjskie zjawiły się pod Ohaeawai Pā 23 czerwca i założyły obóz w odległości około 500 metrów od palisady. Na szczycie pobliskiego wzgórza umieściły 4-działową baterię, która otworzyła ogień następnego dnia i kontynuowała ostrzał do wieczora bez żadnych widocznych skutków. Następnego dnia działa zostały podciągnięte na odległość 200 kroków od palisady. Bombardowanie trwało dwa kolejne dni, w dalszym ciągu bez skutku. Po części było to efektem elastycznych właściwości lnu nowozelandzkiego, jakim obłożono palisadę, ale przede wszystkim tego, że nie skoncentrowano ognia na jednym fragmencie fortyfikacji.
Po dwóch dniach bombardowania bez dokonania wyłomu w umocnieniach, Despard nakazał frontalny atak piechoty. Z trudem przekonano go, by odstąpił od tego zamiaru do czasu przybycia 32-funtowych dział okrętowych, co nastąpiło następnego dnia (1 lipca). Tymczasem niespodziewana wycieczka z pā spowodowała wielkie zamieszanie w szeregach i dodatkowo rozwścieczyła Desparda. Nakazał natychmiastowe uderzenie. Rozkaz wywołał konsternację wśród sprzymierzonych Māori, którzy próbowali wyperswadować brytyjskim żołnierzom udział w samobójczym ataku.
Brytyjczycy zaatakowali jednak i w ciągu kilku minut stracili 33 zabitych i 66 rannych.
Wstrząśnięty ogromem strat Despard postanowił odstąpić od oblężenia, ale jego maoryjscy sprzymierzeńcy sprzeciwili się. Wāka przekonywał Desparda, by odczekał kilka dni. W tym czasie dostarczono więcej amunicji i zaopatrzenia. Po ponownym ostrzale, w dniu 8 lipca pā okazała się opuszczoną, obrońcy w ciągu nocy zniknęli. Po obejrzeniu umocnień oficerowie brytyjscy uznali je za nawet silniejsze niż przewidywali. Fortyfikacje zostały zniszczone, a Brytyjczycy wrócili do Bay of Islands. Kawiti i jego wojownicy uszli, Heke wyleczył się z ran, a wkrótce została zbudowana nowa pā, większa i silniejsza.

## Bitwa o Ruapekapeka Pā

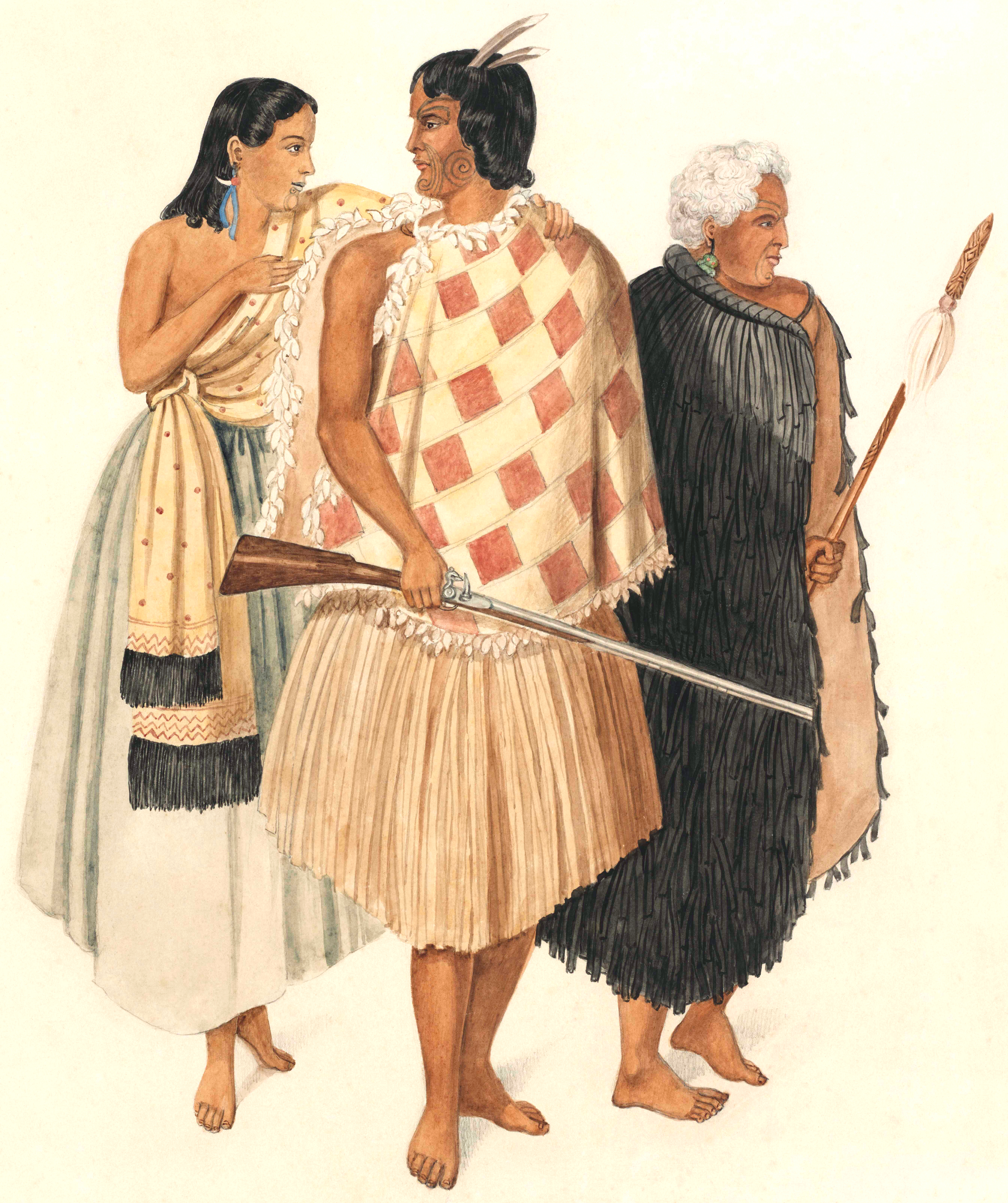
Heke z żoną Hariatą i wujem Kawiti (z prawej)

Minęło kilka miesięcy, po którym to czasie mianowano nowego gubernatora sir George'a Greya. Ten chciał doprowadzić do zawarcia pokoju, ale Māori, którzy postanowili przetestować moc nowo zbudowanego Ruapekapeka Pā w konfrontacji z Brytyjczykami, nie wykazali zainteresowania. Znaczne siły tych ostatnich zostały, pomiędzy 7 a 11 grudnia 1845, przerzucone w rejon ujścia Kawakawa, jednego ze strumieni uchodzących do Bay of Islands. Następnie wojsko musiało pokonać 15-20 kilometrów bardzo trudnego terenu zanim stanęło pod nowym pā Kawiti'ego. Po kolejnych dwóch tygodniach zdołano sprowadzić armaty, które rozpoczęły ostrzał 27 grudnia. Oblężenie trwało kilka dni, w którym to czasie Maorysi organizowali tyle wypadów, że Brytyjczycy musieli zachowywać nieustanną czujność.
W końcu, wcześnie rano w niedzielę 11 stycznia 1846, grupa żołnierzy zamierzających ukraść zbiory ziemniaków zwróciła uwagę, że pā jest dziwnie cicha. Część żołnierzy pokonała więc palisadę i weszła do wnętrza by stwierdzić, że pā jest niemal opustoszała. Więcej żołnierzy weszło do pā i obsadziło okopy na kilka minut przed pojawieniem się Māori, którzy próbowali wejść z przeciwnej strony. Po krótkiej wymianie ognia Maorysi zostali odparci i pā została w ręku Brytyjczyków. To zwycięstwo osiągnęli tracąc zaledwie 12 zabitych i 79 rannych.
Później sugerowano – i taka panuje powszechna opinia po dziś dzień – że większość Māori była w tym czasie w kościele. Wielu z nich było fanatycznymi chrześcijanami. Wiedząc, że ich brytyjscy wrogowie są również chrześcijanami, nie spodziewali się ataku w niedzielę. Mogłoby wyglądać więc na to, że stracili swą fortecę okazując więcej uszanowania dla religii niż ich nieprzyjaciel, który ową religię na wyspach zaprowadził. Nie może to być jednak prawdą, skoro podczas bitwy o Ohaeawai walczono również w niedzielę. Heke i Kawiti nie byli głupcami, było więc całkiem prawdopodobne, że Heke z rozmysłem opuścił pā z zamiarem zasadzenia się na białych w okolicznych chaszczach, co zapewniłoby wojownikom zdecydowaną przewagę. Zresztą o tym, że nie wszyscy Māori byli w kościele świadczy i to, że Kawiti wraz z kilkoma wojownikami pozostał w pā i został ogarnięty przez Brytyjczyków zupełnie nie spodziewając się ataku. Po czterogodzinnej bitwie Māori wycofali się.
Dokonana przez oficerów inspekcja pā wykazała, że była ona znakomicie zaprojektowana i wyjątkowo solidnie zbudowana. W odmiennej sytuacji wymagałaby długotrwałego i kosztownego oblężenia. Resztki prac ziemnych widoczne są po dziś dzień na południe od miasteczka Kawakawa.
To starcie oznaczało zakończenie wojny o maszt flagowy. Kawiti i Heke poprosili o pokój a Tāmati Wāka Nene opowiedział się po ich stronie twierdząc, że ugodowa postawa białych będzie najlepszą rękojmią pokoju na północy. Grey zgodził się z tym; Heke i Kawiti otrzymali gwarancje zachowania swobody i nietykalności swych ziem. To pozwoliło Wāka Nene powiedzieć Greyowi „ocaliłeś nas wszystkich”.
Nastąpiło to w chwili, gdy nowa wojna miała wybuchnąć na południowym krańcu Wyspy Północnej, w pobliżu Wellington.
W czasie całej tej wojny Brytyjczycy stracili 82 zabitych i 164 rannych. Heke i Kawiti obliczali straty własne na 60 zabitych i 80 rannych, chociaż Brytyjczycy twierdzili, że było 94 zabitych i 148 rannych po stronie maoryskiej. Nie ma żadnych danych odnośnie do strat poniesionych przez maoryskich sprzymierzeńców.

## Rezultaty

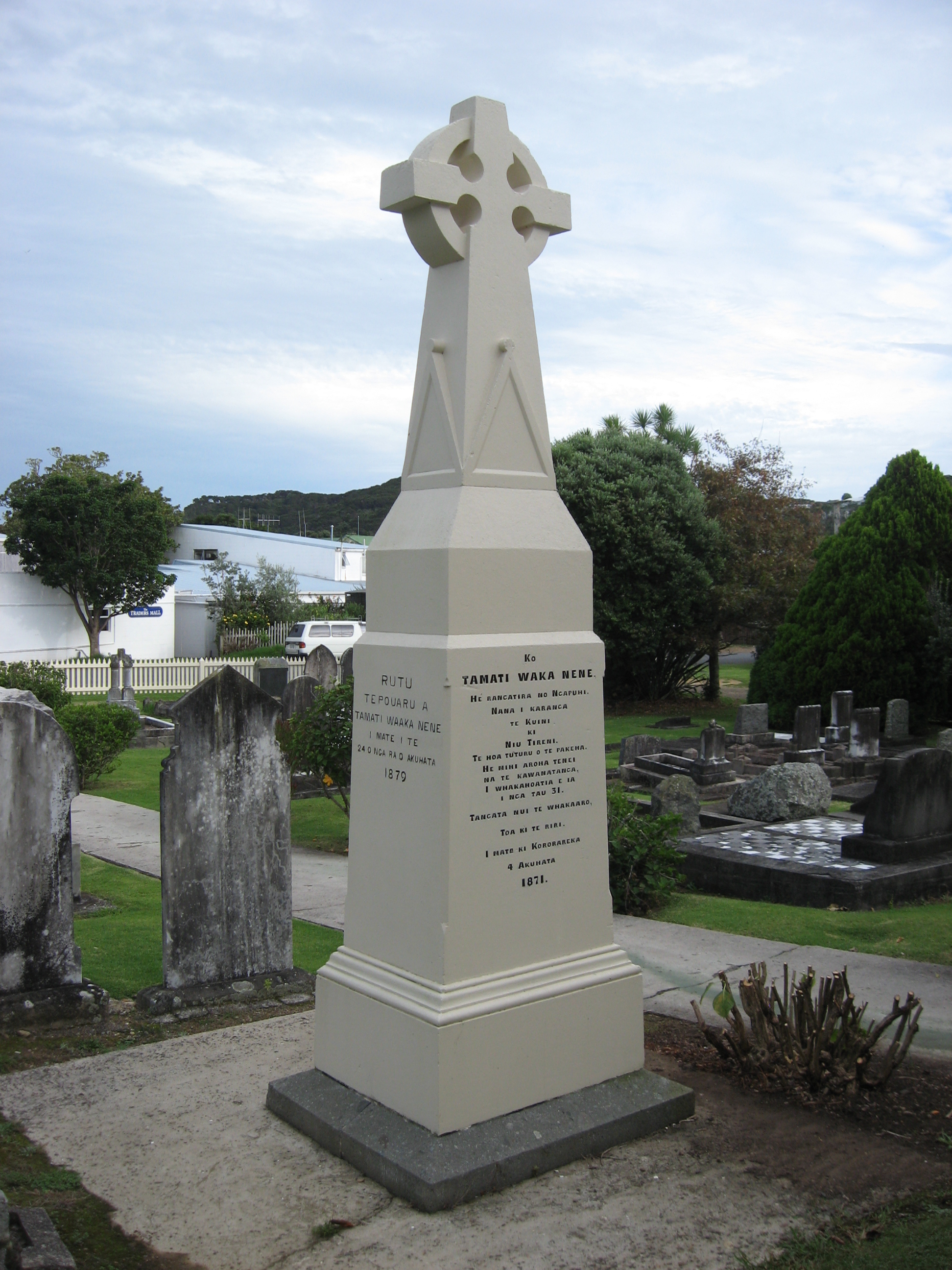
Nagrobek wodza Tāmati Wāka Nene

Wprawdzie Brytyjczycy okrzyknęli swoje zwycięstwo w wojnie, wydaje się jasne, że rezultaty były inne, a wynik wojny nierozstrzygnięty.
Do pewnego stopnia brytyjskie założenia zostały osiągnięte: wojna zakończyła się uśmierzeniem buntu Kawiti i Heke, a oni sami zostali bez wsparcia innych wodzów iwi Ngapuhi, którzy nie chcieli mieszać się w ten konflikt.
Zdobycie Ruapekapeka Pā można uznać za taktyczne zwycięstwo Brytyjczyków, ale została ona zbudowana wyłącznie jako cel dla wojska, więc jej upadek nie był dla Māori stratą; Heke i Kawiti wycofali się niemal bez strat.
Po zdobyciu Ruapekapeka, Kawiti i Heke wystąpili do Tāmati Wāka Nene z propozycją zawieszenia broni. Nie oznacza to, że zamierzali uznać żądania Brytyjczyków, odzwierciedla raczej wpływ skutków ekonomicznych. Wojna trwała, według zwyczajów Māori, stanowczo zbyt długo, a ich straty, wprawdzie nie paraliżujące, były naprawdę poważne. Przeciwnie armia brytyjska, szkolona i przygotowana do odbywania długotrwałych kampanii, miała siły i środki po temu, chociaż nie obeszło się bez problemów.
Po zakończeniu wojny Brytyjczycy objęli wprawdzie władzę na północy, ale była ona w jakimś stopniu ograniczana, głównie przez przyjaznego im Tāmati Wāka Nene.
Na dodatek kontrowersyjny maszt flagowy nie został odbudowany. Wprawdzie cały region dostał się nominalnie pod wpływy brytyjskie, fakt niepodniesienia rządowej flagi miał, w sensie symbolicznym, poważne znaczenie. 
Heke wiele zyskał na tej wojnie, nawet mimo brytyjskiego zwycięstwa pod Ruapekapeka. Po zakończeniu działań Heke mógł cieszyć się jeszcze większym niż poprzednio prestiżem. Misjonarz Richard Davis napisał w sierpniu 1848 roku, że Heke „wzniósł się na szczyty” i że „wszystkie okoliczne plemiona składają mu hołdy”.
Jest oczywiste, że zarówno Brytyjczycy i ich sprzymierzeńcy z jednej oraz Heke i Kawiti z drugiej strony, stwierdzili, że pokój jest tym, czego oczekują, a straty po obu stronach były poważne. Wojna o maszt flagowy pozostała nierozstrzygnięta, aczkolwiek obie strony wyciągnęły wnioski z jej przebiegu; stosunki – w mniejszym lub większym stopniu – powróciły do sytuacji sprzed rozpoczęcia walk.